# Hypolycaena himavantus
Hypolycaena himavantus är en fjärilsart som beskrevs av Hans Fruhstorfer 1912. Hypolycaena himavantus ingår i släktet Hypolycaena och familjen juvelvingar. Inga underarter finns listade i Catalogue of Life.